# Phan Đình Giót
Phan Đình Giót (1922– 13 tháng 3 năm 1954) là một trong 16 anh hùng lực lượng vũ trang nhân dân được tuyên dương vì thành tích trong chiến dịch Điện Biên Phủ. Chức vụ cuối của ông là Tiểu đội phó bộ binh Đại đội 58, Tiểu đoàn 428, Trung đoàn 141, Đại đoàn 312.
Vào ngày 13 tháng 3 năm 1954, ông đã hi sinh ở tuổi 32 khi dùng thân mình lắp lỗ châu mai để tạo đường tấn công vào đồi Him Lam.

## Tiểu sử
Phan Đình Giót sinh ở làng Vĩnh Yên (nay là thôn 8), xã Cẩm Quan, huyện Cẩm Xuyên, tỉnh Hà Tĩnh, ông sinh ra trong một gia đình rất nghèo. Bố ông bị chết vì đói. Ông phải đi ở nhờ từ năm 13 tuổi và chịu cảnh cực nhọc, vất vả. Sau Cách mạng tháng Tám, Phan Đình Giót tham gia lực lượng tự vệ chiến đấu. Đến năm 1950, Phan Đình Giót xung phong đi bộ đội chủ lực. Phan Đình Giót đã tham gia nhiều chiến dịch lớn như: Trung Du, Hòa Bình, Tây Bắc và Điện Biên Phủ.

## Hoàn cảnh hi sinh

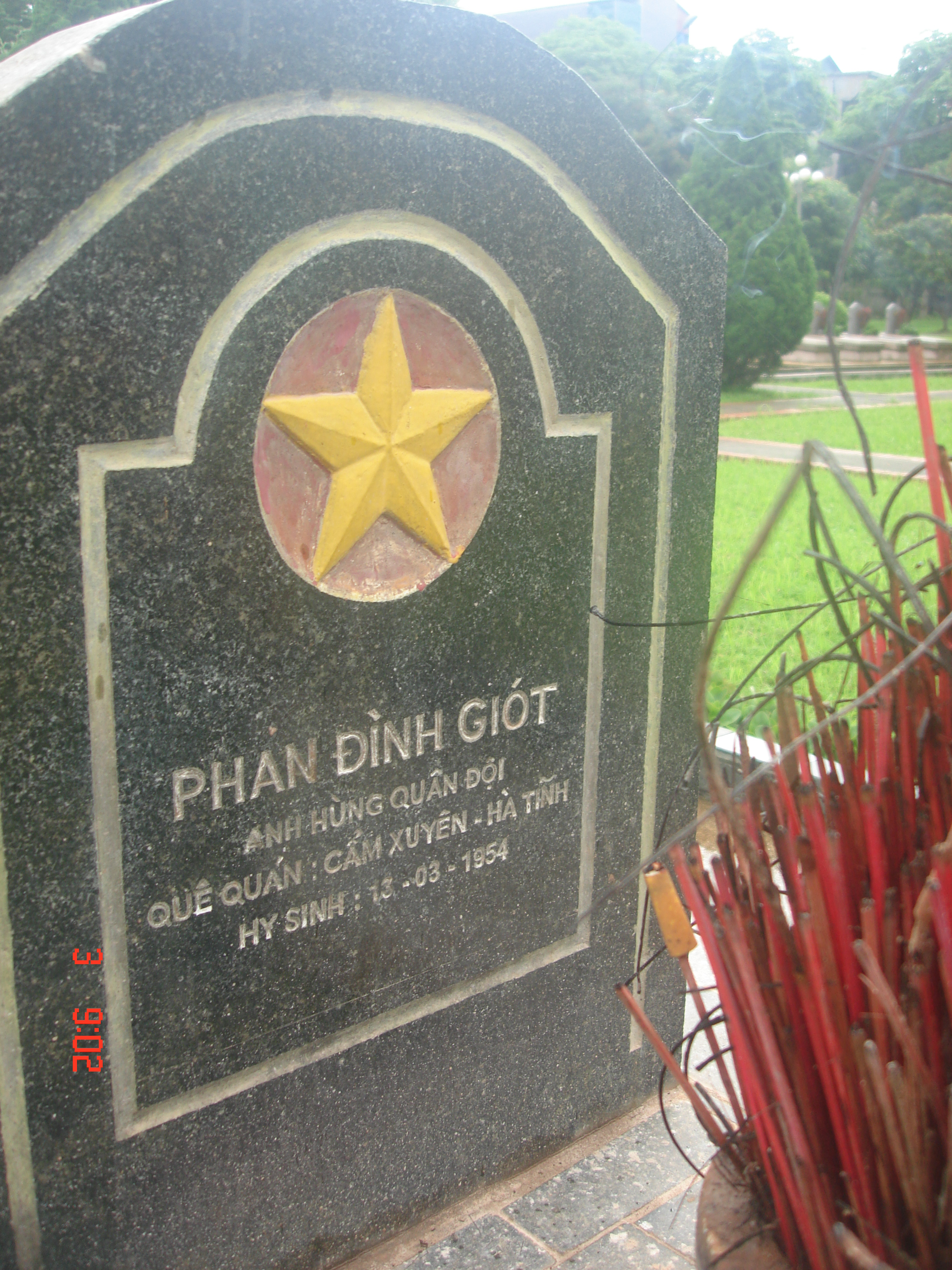
Mộ Phan Đình Giót tại nghĩa trang A1 thành phố Điện Biên Phủ, tỉnh Điện Biên

Mùa đông năm 1953 , đơn vị của ông được lệnh tham gia chiến dịch Điện Biên Phủ. Lực lượng gần 500 người, vượt qua nhiều đèo dốc, mang vác nặng nhưng ông vẫn kiên trì, giúp đồng đội về tới đích.
Chiều ngày 13 tháng 3 năm 1954, đơn vị của ông tấn công tiêu diệt địch ở Him Lam.
Bộ đội Đại đội 58 lao lên mở đường, liên tiếp đánh đến quả bộc phá thứ tám. Phan Đình Giót đánh quả thứ chín thì bị thương vào đùi nhưng vẫn xung phong đánh tiếp quả thứ mười. Quân Pháp tập trung hỏa lực trút đạn như mưa xuống trận địa. Bộ đội bị thương vong nhiều.
Sau đó, Phan Đình Giót đánh liên tiếp hai quả bộc phá nữa, phá hàng rào cuối cùng, mở thông đường để đồng đội lên đánh lô cốt đầu cầu. Quân Pháp hoang mang, lợi dụng thời cơ, ông vọt lên tiến công lô cốt số 2, ném thủ pháo, bắn yểm trợ cho đơn vị tiến lên. Trong đợt xung phong này, ông bị thương vào vai và đùi, mất máu rất nhiều.

Bất ngờ, hỏa điểm lô cốt số 3 của lính Pháp bắn mạnh. Lực lượng xung kích Việt Nam bị chặn lại, Phan Đình Giót bò đến lô cốt số 2 với ý nghĩ là dập tắt ngay lô cốt này. Phan Đình Giót đã dùng hết sức (khi đã bị thương, mất máu) nâng tiểu liên bắn vào lỗ châu mai, miệng hô to:
| “ | " Quyết hy sinh... vì Đảng... vì dân " | ” |

Rồi vươn người lấy đà, dùng thân mình vào bịt kín lỗ châu mai của địch. Tiếng súng đạn bỗng im bặt, nhưng toàn thân Phan Đình Giót bị đạn quân Pháp bắn nát. Thi thể Phan Đình Giót đã lấp kín lỗ châu mai, quân Pháp bên trong bị vướng không bắn ra được nữa, quân Việt Nam nắm bắt thời cơ xông lên tiêu diệt gọn cứ điểm Him Lam vào ngày 13 tháng 3 năm 1954, giành thắng lợi trong trận đánh mở màn chiến dịch Điện Biên Phủ.
Phan Đình Giót hi sinh lúc 22 giờ 30 phút ngày 13 tháng 3 năm 1954 ở tuổi 32. Ông là một trong 16 anh hùng lực lượng vũ trang nhân dân được tuyên dương thành tích trong chiến dịch Điện Biên Phủ.

## Vinh danh
Ngày 31 tháng 3 năm 1955, Phan Đình Giót được truy tặng danh hiệu Anh hùng Lực lượng vũ trang nhân dân. Sau đó, ông được truy tặng thêm Huân chương Quân công hạng Nhì. Chiếc bi đông và khẩu súng kỷ vật của ông được gìn giữ tại Bảo tàng Quân đoàn 1.
Hiện nay nhiều tỉnh thành có đường phố mang tên ông như Hà Nội (quận Hoàng Mai và quận Hà Đông), thành phố Pleiku, thành phố Kon Tum...